# NXT Championship
NXT Championship (em português, Campeonato do NXT) é um campeonato de luta livre profissional criado e promovido pela promoção americana de wrestling profissional WWE, defendido como o principal campeonato da marca NXT, território de desenvolvimento da promoção. Introduzido em 1 de julho de 2012, o campeão inaugural foi Seth Rollins. O atual campeão é Oba Femi, que está em seu primeiro reinado.
O título foi o primeiro campeonato estabelecido para o NXT. Em setembro de 2019, a WWE começou a promover o NXT como sua "terceira marca" quando o programa de televisão do NXT foi transferido para a USA Network. O Campeonato do NXT foi referido como um campeonato mundial durante este tempo; no entanto, esse reconhecimento foi descartado quando o NXT foi renomeado para NXT 2.0 em setembro de 2021, o que o retornou à sua função original como marca de desenvolvimento da WWE.

## História

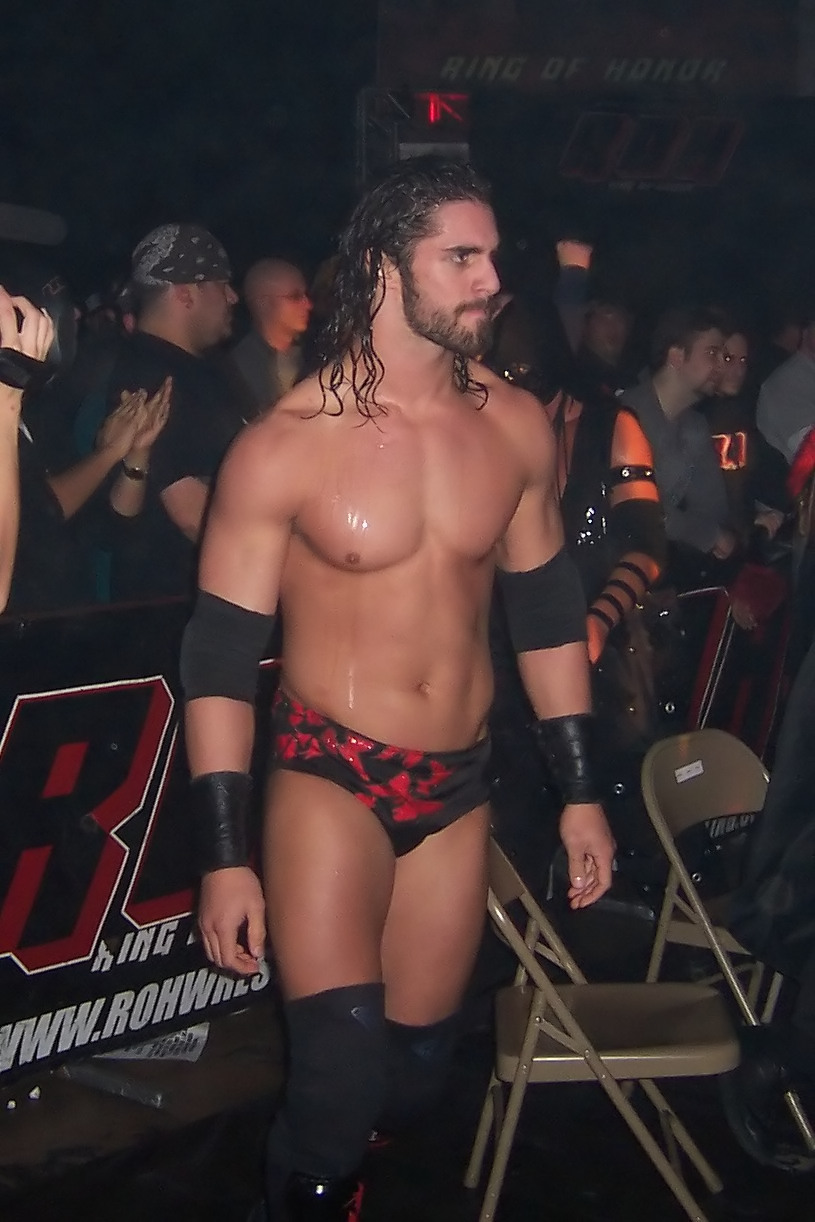
O inaugural Campeão do NXT Seth Rollins

Em junho de 2012, a WWE estabeleceu o NXT como seu território de desenvolvimento, substituindo a Florida Championship Wrestling (FCW). Em 26 de julho, o Campeonato do NXT foi apresentado como o principal campeonato da marca, bem como seu primeiro título, substituindo o Campeonato dos Pesos Pesados da Flórida FCW que havia sido aposentado junto com o território FCW. O comissário do NXT, Dusty Rhodes, anunciou um torneio de eliminação simples de oito homens, apelidado de torneio "Gold Rush", envolvendo quatro lutadores do NXT e quatro lutadores do elenco principal da WWE competindo para ser coroado o primeiro campeão do NXT. Na gravação do NXT de 26 de julho (exibida em 29 de agosto), Seth Rollins derrotou Jinder Mahal na final do torneio para se tornar o campeão inaugural. Em 19 de novembro de 2016, no TakeOver: Toronto, Samoa Joe se tornou o primeiro lutador a conquistar o campeonato em mais de uma ocasião.
Em setembro de 2019, a marca NXT se tornou a terceira maior marca da WWE quando foi transferida para a USA Network. Em 2017, depois que Drew McIntyre ganhou o Campeonato do NXT, a descrição do jogo na história oficial do título se referia a ele como um campeonato mundial. Embora o Campeonato Feminino do NXT tenha se tornado uma opção para o vencedor do Royal Rumble em 2020, não ficou claro se o Campeonato do NXT poderia ser escolhido pelos vencedores masculinos. Em 2021, foi revelado que o Campeonato do NXT era uma opção para o vencedor do Royal Rumble masculino disputar na WrestleMania 37, junto com o Campeonato da WWE e o Campeonato Universal da WWE. A WWE renovou o NXT em setembro de 2021, renomeando-o como NXT 2.0, e devolveu a marca à sua função original como território de desenvolvimento.

### Torneio inaugural
|  | Quartas de Final | Quartas de Final     | Quartas de Final |              |                      | Semifinais | Semifinais | Semifinais |  |  | Final | Final | Final |  |
|  |                  |                      |                  |              |                      |            |            |            |  |  |       |       |       |  |
|  | 12/07            | Leo Kruger           | Pin              |              |                      |            |            |            |  |  |       |       |       |  |
|  | 12/07            | Leo Kruger           | Pin              |              |                      |            |            |            |  |  |       |       |       |  |
|  | Winter Park      | Richie Steamboat     |                  |              |                      |            |            |            |  |  |       |       |       |  |
|  | Winter Park      | Richie Steamboat     |                  | 12/07        | Richie Steamboat     | Sub        |            |            |  |  |       |       |       |  |
|  |                  |                      |                  | 12/07        | Richie Steamboat     | Sub        |            |            |  |  |       |       |       |  |
|  |                  |                      | Winter Park      | Jinder Mahal |                      |            |            |            |  |  |       |       |       |  |
|  | 12/07            | Bo Dallas            | Winter Park      | Jinder Mahal | Pin                  |            |            |            |  |  |       |       |       |  |
|  | 12/07            | Bo Dallas            |                  |              |                      |            |            |            |  |  |       |       |       |  |
|  | Winter Park      | Jinder Mahal         |                  |              |                      |            |            |            |  |  |       |       |       |  |
|  | Winter Park      | Jinder Mahal         |                  | 26/07        | Jinder Mahal         | Pin        |            |            |  |  |       |       |       |  |
|  |                  |                      |                  |              |                      |            |            |            |  |  |       |       |       |  |
|  |                  |                      | Winter Park      | Seth Rollins |                      |            |            |            |  |  |       |       |       |  |
|  | 12/07            | Justin Gabriel       | Winter Park      | Seth Rollins | Pin                  |            |            |            |  |  |       |       |       |  |
|  | 12/07            | Justin Gabriel       |                  |              |                      |            |            |            |  |  |       |       |       |  |
|  | Winter Park      | Michael McGillicutty |                  |              |                      |            |            |            |  |  |       |       |       |  |
|  | Winter Park      | Michael McGillicutty |                  | 12/07        | Michael McGillicutty | Pin        |            |            |  |  |       |       |       |  |
|  |                  |                      |                  | 12/07        | Michael McGillicutty | Pin        |            |            |  |  |       |       |       |  |
|  |                  |                      | Winter Park      | Seth Rollins |                      |            |            |            |  |  |       |       |       |  |
|  | 12/07            | Drew McIntyre        | Winter Park      | Seth Rollins | Sub                  |            |            |            |  |  |       |       |       |  |
|  | 12/07            | Drew McIntyre        |                  |              |                      |            |            |            |  |  |       |       |       |  |
|  | Winter Park      | Seth Rollins         |                  |              |                      |            |            |            |  |  |       |       |       |  |

## Design do cinturão

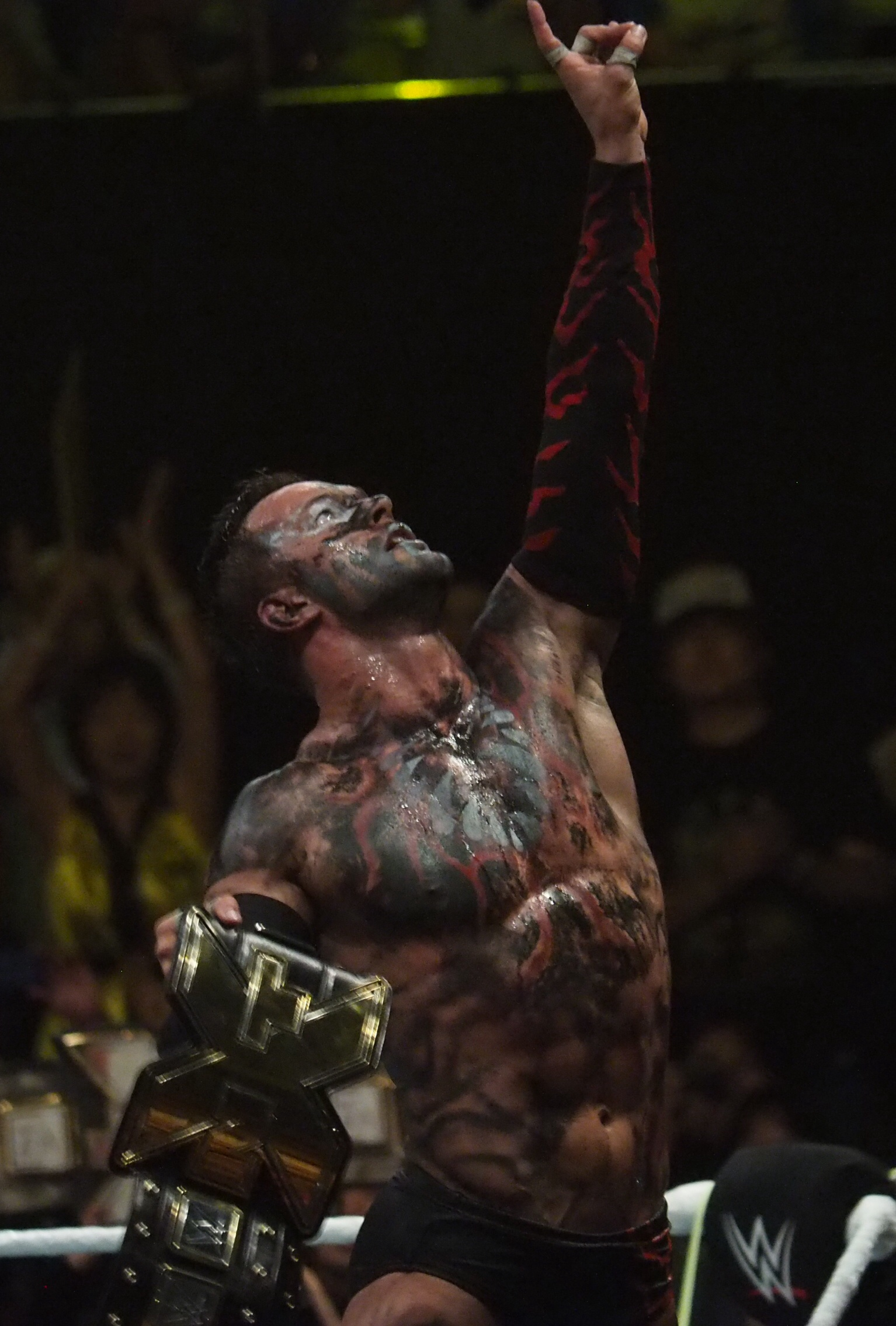
O bicampeão Finn Bálor, que tem o reinado combinado mais longo em 504 dias; mostrado aqui com o cinturão original do Campeonato do NXT (2012–2017)

O design original do cinturão do Campeonato do NXT era simples: uma grande placa central dourada com a forma da letra "X", com letras menores "N" e "T" à esquerda e à direita do centro. O cinto continha seis placas laterais no total, três em cada lado da placa central; cada placa lateral apresentava apenas o logotipo da WWE. Quando introduzidas pela primeira vez, as placas laterais tinham o logotipo de rascunho da WWE, mas em agosto de 2014, todos os campeonatos preexistentes da WWE na época receberam uma pequena atualização, mudando o logotipo de rascunho para o logotipo atual da WWE que foi originalmente usado para a WWE Network. As placas estavam em uma grande pulseira de couro preto.

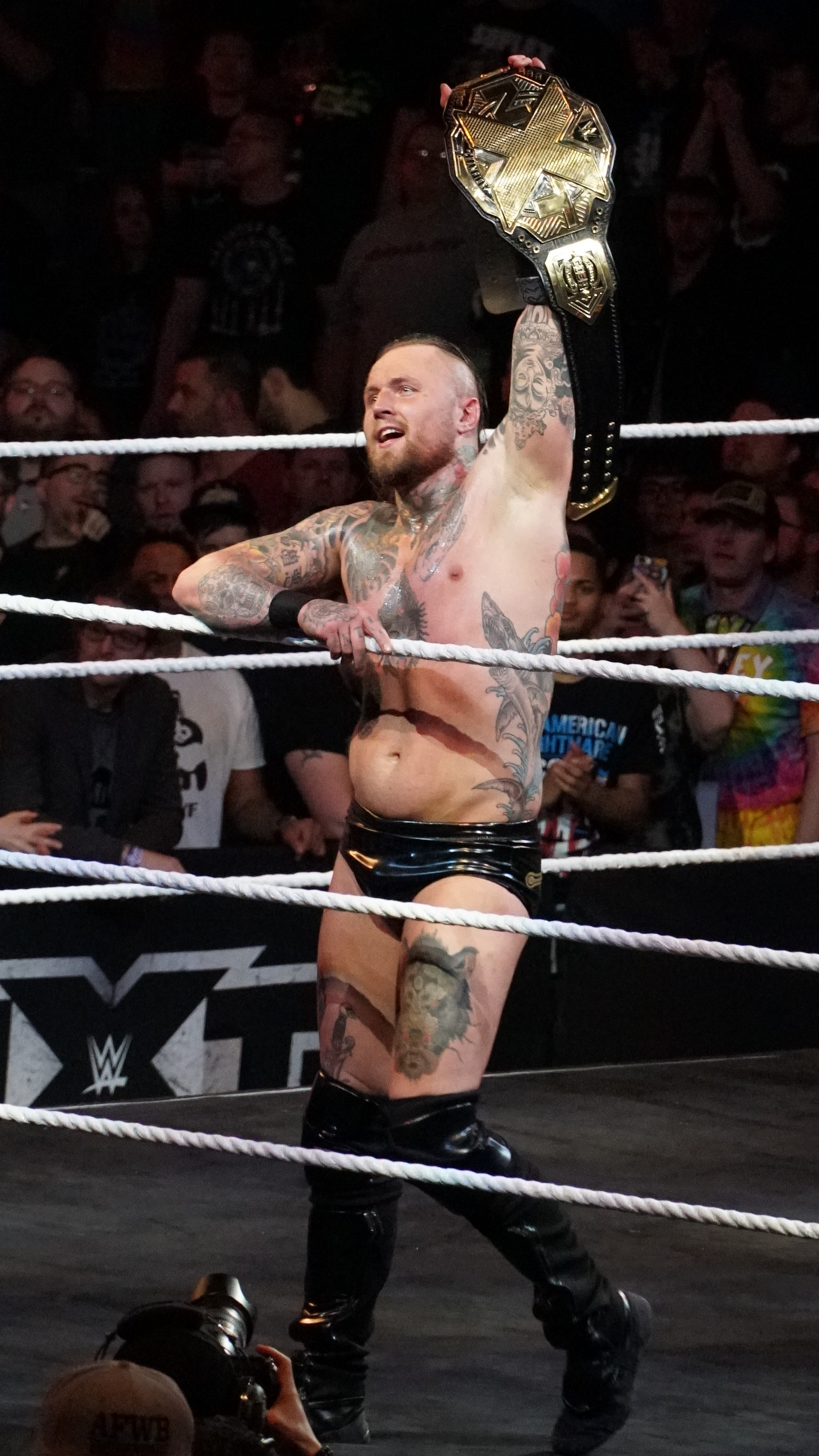
O ex-campeão Aleister Black com a versão 2017-2022 do cinturão do campeonato

No WrestleMania Weekend 2017, todos os cinturões do NXT existentes na época foram redesenhados. Os novos cinturões de título foram revelados no TakeOver: Orlando naquela mesma noite e entregues aos vencedores de suas respectivas partidas. Assim como no design anterior, as placas eram douradas e em uma pulseira de couro preta. A letra "X" novamente dominou a placa central com letras menores "N" e "T" localizadas nos lados esquerdo e direito, respectivamente. Neste novo design, no entanto, as letras estavam em uma placa octogonal. Acima do "X" estava o logotipo da WWE, enquanto abaixo do "X" havia um banner que dizia "Champion". Ornamentação simples com alguma prata preenchida no resto do prato. Alinhado com a maioria dos outros campeonatos da WWE, o novo design inclui placas laterais com uma seção central removível que pode ser personalizada com o logotipo do campeão; as placas padrão apresentavam o logotipo da WWE.
Em 5 de abril de 2022, episódio do NXT 2.0, o atual campeão Bron Breakker estreou um novo design de cinto; é bastante semelhante à versão anterior (2017–2022), mas a prata por trás do logotipo foi substituída por tinta multicolorida (correspondendo ao esquema de cores do NXT 2.0) e as letras "N" e "T" na placa central foram atualizadas ao estilo de fonte do logotipo do NXT 2.0. As placas laterais padrão também foram atualizadas, substituindo o logotipo da WWE pelo logotipo do NXT 2.0. O novo título mantém a pulseira de couro preta.

## Reinados
Até 25 de abril de 2025, foram 33 reinados entre 25 campeões diferentes e três ocasiões em que o título ficou vago. O campeão inaugural foi Seth Rollins. Samoa Joe tem mais reinados em três. O reinado de Adam Cole é o reinado singular mais longo em 396 dias (reconhecido como 403 dias pela WWE devido ao atraso da fita), enquanto o primeiro reinado de Karrion Kross é o mais curto em 4 dias (reconhecido como 3 dias pela WWE), pois ele teve que renunciar ao título devido a uma lesão legítima que sofreu ao ganhá-lo. Finn Bálor tem o reinado combinado mais longo em 504 dias. Bo Dallas detém o recorde de campeão mais jovem, conquistando o título dois dias antes de seu 23º aniversário (embora a WWE reconheça que foi 18 dias após seu 23º aniversário devido ao atraso da fita), enquanto Samoa Joe é o campeão mais velho, conquistando o título aos 42 anos.
Oba Femi é o atual campeão em seu primeiro reinado. Ele derrotou o ex-campeão Trick Williams e Eddy Thorpe em uma luta triple threat no NXT: New Year's Evil em 7 de janeiro de 2025, em Los Angeles, Califórnia.